# Escut d'Albanyà
L'escut d'Albanyà representa els símbols tradicionals del municipi d'Albanyà (Alt Empordà): les claus de sant Pere com atribut del patró d'Albanyà i un roc d'atzur sobre camper d'or extret de l'escut heràldic dels Rocabertí, antics senyors del poble.

## Escut heràldic
L'escut té el següent blasonament oficial:
| « | Escut caironat: de gules, dues claus passades en sautor amb les dents a dalt i mirant cap enfora, la d'or en banda per damunt de la d'argent en barra cantonades al cap d'un besant d'or carregat d'un roc d'atzur. Per timbre una corona mural de poble. | » |

Va ser aprovat el 20 de març de 1992 i publicat al DOGC el 30 de març del mateix mes amb el número 1575. Les claus de sant Pere ja eren utilitzades des del segle xviii fins a l'any 1931 en segells rodons de l'ajuntament. En informe d'Armand de Fluvià del 1991, hi va afegir un senyal diferenciador d'altres municipis considerant el passat històric vinculat al vescomtat de Rocabertí.

Emblema pontifici
Escut dels Rocabertí

## Bandera d'Albanyà
La bandera d'Albanyà representa de forma estilitzada els símbols heràldics. Té la següent descripció oficial:
| « | Bandera apaïsada, de proporcions dos d'alt per tres de llarg, vermella, amb un diamant blau al mig, separat dels cantons del drap per una distància d'1/6 de l'alçada de la bandera. Per damunt de tot, una barra blanca d'1/6 d'amplada i, per damunt, una banda groga de la mateixa amplada. | » |

Va ser aprovada el 15 de gener de 2002 i publicada en el DOGC el 5 de febrer del mateix any amb el número 3568.